# Gritos en el pasillo
Gritos en el pasillo es una película animada de 2007 que se adentra en el género de terror y está protagonizada por cacahuetes.

## Argumento
Un prestigioso ilustrador de cuentos infantiles es contratado por el director de un manicomio. Su misión allí será decorar las paredes con sus dibujos, para mejorar el ambiente del lugar. Parece un trabajo fácil, pero las cosas se complican cuando el dibujante descubre un oscuro pasillo tras el que se escuchan unos gritos escalofriantes.

## Personajes

### Dibujante
Prestigioso ilustrador de cuentos infantiles. Reprimido desde la infancia más temprana, pues se educó en una familia que consideraba a los artistas gente inútil y despreciable. Eso convirtió a nuestro protagonista en un tipo inseguro e influenciable, acostumbrado a cruzarse de brazos ante los problemas. Pero eso va a cambiar, dibujante. Porque los peligros que te acechan en el interior del MANÍ-comio te obligarán a tomar una decisión: Sobrevivir o ... caducar.

### Enfermero jefe
Es la mano derecha del director del MANÍ-comio. Siniestro, enigmático, tan inestable como los caducados mentales que custodia. Caerle mal es lo peor que te puede suceder allí dentro. Mala suerte, amigo dibujante: Tú le caes mal. Muy mal ...

### Marita
La caducada mental más singular del MANÍ-comio. Se comporta como una niña, intentando huir de los horrores que la atormentan. Es única para idear formas de hacerse daño. Ríe como los ángeles. Llora como las almas en pena. Es adorable. Es irritable. Te hará reír. Te hará temblar. Querrás abrazarla. Querrás asesinarla ...

### Director del MANÍ-comio
Probablemente el cacahuete más anciano del centro para caducados mentales. Es la cara amable de ese siniestro lugar. Dirige a los suyos con aplomo y bondad. Sí, amigo dibujante. Este viejecito podría ser tu mejor aliado, de no ser por un pequeño detalle: Cuando le cuentes lo que te está pasando, no te creerá.

### Herr Doctor
¿Dónde se refugia un doctor nazi cuando su patria pierde la guerra? ¡En nuestro MANÍ-comio, por supuesto! Impone la disciplina y la salud mental con los procedimientos más extremos. Procedimientos basados en nuestra mejor amiga: La electricidad.

## Adaptación
En el año 2018 se realiza un proyecto por parte de AnthonyL para crear un juego de rol basado en ella. Este es diseñado para jugar con un sistema creado para la ocasión llamado Open Nuts System. En dicho juego se planifica una aventura para jugar en formato 1&1, a saber, un director de juego y un jugador.
La partida se realiza en juego en línea a través de videollamada y se graba en soporte digital y se edita para ser emitida en dos partes siendo la primera publicada el 1 de febrero de 2019 con una duración de 90 minutos.